# Прекопјенци
Прекопјенци или Цирципани (рус. Черезпеняне) су били западнословенско племе, део племенског савеза Љутића. Њихова земља се налазила јужно од земље Хижана и северно од реке Пјене, по којој су добили име. Главна насеља су им се налазила око Тетеровског језера на територији данашње немачке државе Мекленбург-Западна Померанија, око градова Демин, Гистров и Пархим. 
Они су се први пут у овим крајевима појавили у VI и VII веку, када су основали град Тетеров. У IX веку, на острву у Тетеровском језеру изградили су тврђаву, која је служила не само као резиденција кнеза, већ и као култно светилиште бога Свентовита. Према једној теорији, Прекопјенци (Цирципани) су балтичког порекла.
Почевши од XI века Прекопјенци су више пута падали под власт Данаца, више пута су против Прекопјенаца војне походе организовали Бодрићи и Поморјани. Средином XI века заратили су са другим љутићким племенима Ретарима и Доленчанима, због превласти у љутићком савезу. Савезници Прекопјенаца у овом сукобу били су Хижани. У почетку су Прекопјенци и Хижани побеђивали, али су на крају поражени, након што су им тежак пораз нанели Саси, који су ушли у рат на страни противника. Они су победили Прекопјенце и заробили велики број заробљеника, чија је слобода на крају откупљена за 15 хиљада марака. Током крсташког рата против Словена 1147. њихова земља је поново разорена. Заједно са Хижанима, побунили су се против Бодрића 1150. Након тога, подручје Прекопјенаца је насељено Немцима, а остаци словенског становништва били су асимиловни.